# Abdicazione di Vittorio Emanuele III

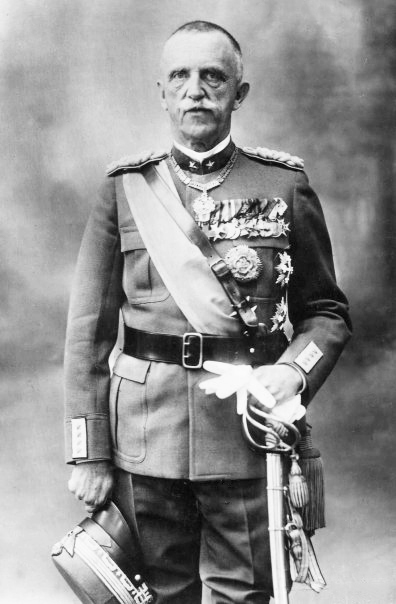
Cartolina di Vittorio Emanuele III di Savoia circolante in Italia tra la prima guerra mondiale e gli anni '20.

L'abdicazione di Vittorio Emanuele III fu l'atto con cui il 9 maggio 1946 il re Vittorio Emanuele III rinunciò anche al titolo formale di re, a favore del figlio Umberto II, che già rivestiva il ruolo di luogotenente del regno.

## Storia
Vittorio Emanuele già dal 5 giugno 1944, l'indomani della liberazione di Roma, aveva cessato di esercitare le funzioni sovrane, nominando il figlio "Luogotenente generale del Regno".
Il re era all'inizio riluttante all'abdicazione e anche i partiti politici del C.L.N. avrebbero preferito non modificare la situazione già molto delicata. Nel maggio del 1946 l'abdicazione fu vista dagli ambienti monarchici come l'unica possibilità per scindere le sorti di casa Savoia, malvista per l'appoggio offerto per 20 anni al fascismo e a Mussolini in particolare, e il futuro della monarchia in Italia.
Non bisogna, peraltro, dimenticare che l'abdicazione avvenne senza tenere in considerazione il decreto luogotenenziale n. 151 del 25 giugno 1944 e con l'art. 2 del decreto legislativo luogotenenziale nº 98 del 16 marzo 1946, che prevedevano il mantenimento del regime luogotenenziale sino alla consultazione elettorale per l'elezione dell'Assemblea Costituente. Il primo progetto era, infatti, di rimettere nelle mani dei costituenti la scelta della forma di Stato; in un secondo momento si optò per la scelta referendaria ma, comunque, sempre in regime luogotenenziale del figlio Umberto.

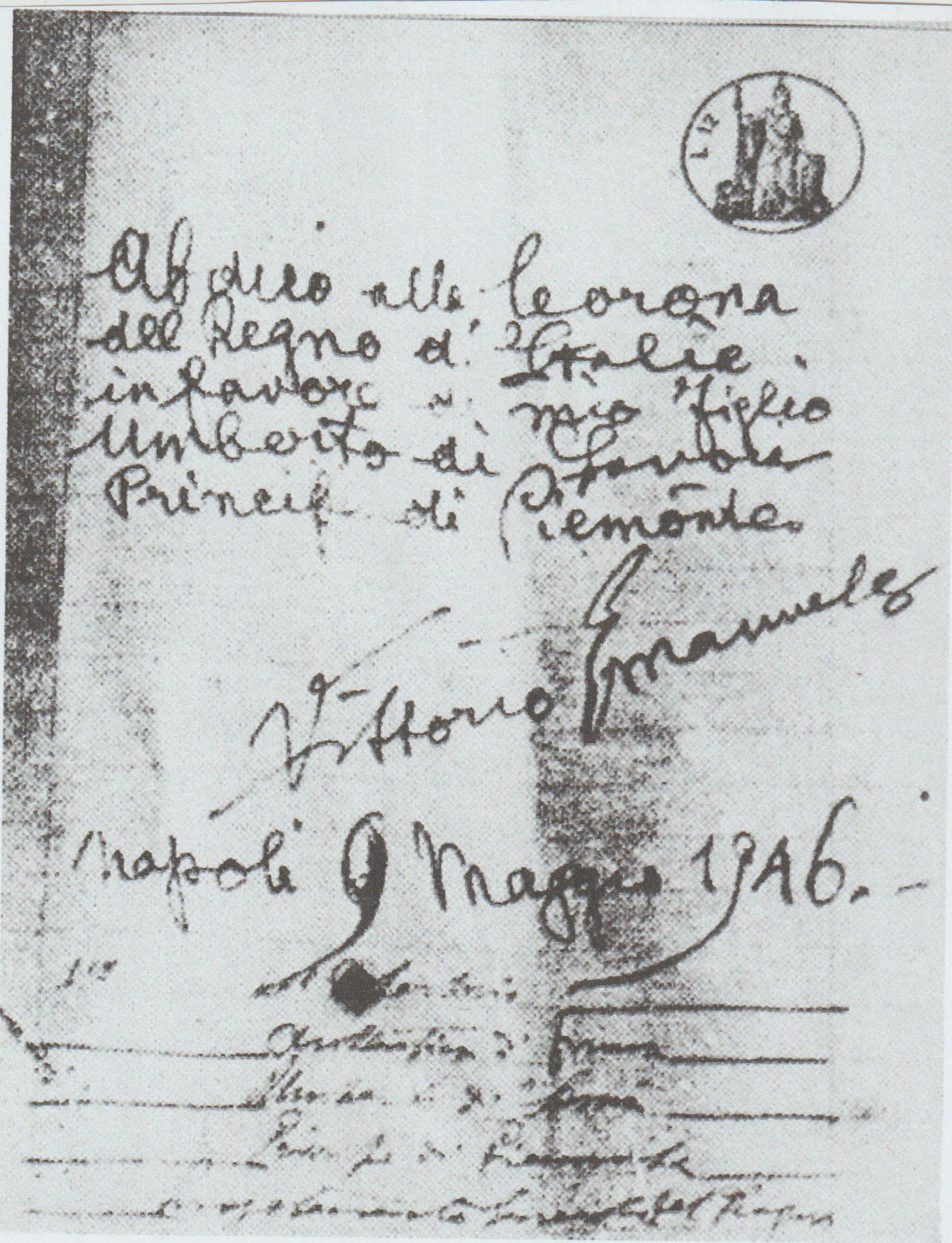
L'atto di abdicazione del re con la data vistosamente corretta

L'abdicazione avvenne a Napoli, dove il re abitava a Villa Rosebery. Sulla base della legge Attribuzioni e prerogative del capo del governo le funzioni di notaio della corona sarebbero spettate al capo del governo, che in quel momento era Alcide De Gasperi, ma non si ritenne opportuno rivolgersi a De Gasperi per avallare un atto formalmente illegittimo e la legalizzazione della firma del re fu certificata da un notaio, normale professionista con studio a Napoli. Fu emanato quindi un comunicato ufficiale: "Oggi alle ore 15,15 in Napoli, il re Vittorio Emanuele III ha firmato l'atto di abdicazione e, secondo la consuetudine, è partito in volontario esilio. Non appena il nuovo re Umberto II tornerà a Roma ne verrà data comunicazione ufficiale al Consiglio dei ministri" .
L'abdicazione fu duramente criticata dalla stampa di sinistra italiana: l'Unità definì la decisione del sovrano "un atto ignobile e grottesco" e l'Avanti! bollò Vittorio Emanuele III come "il re fascista" (descrivendo inoltre il nuovo re Umberto II come "principe fascista"). Più moderato fu il quotidiano democristiano Il Popolo, il quale sottolineò come l'abdicazione del sovrano non avrebbe arrestato l'impegno della Democrazia Cristiana per il referendum istituzionale.
Vittorio Emanuele assunse il titolo di conte di Pollenzo, che si riferisce a una località del comune di Bra, feudo che nel Settecento apparteneva ai Romagnano, ma poi passata ai Savoia. Carlo Alberto vi aveva costruito uno splendido castello.
La sera stessa dell'abdicazione il re, divenuto conte di Pollenzo, e la regina Elena si imbarcarono sul Duca degli Abruzzi e, in volontario esilio, si trasferirono in Egitto, ospiti di re Farouk I. L'ex sovrano morì, quindi, ad Alessandria d'Egitto, il 28 dicembre 1947.